# Kjeld Nuis
Kjeld Nuis (Leida, 10 novembre 1989) è un pattinatore di velocità su ghiaccio olandese, vincitore di due medaglie d'oro olimpiche a Pyeongchang 2018.

## Palmarès

### Olimpiadi
- 3 medaglie:
  - 3 ori (1500 m e 1000 m a Pyeongchang 2018, 1500 m a Pechino 2022)

### Mondiali distanza singola
- 15 medaglie:
  - 4 ori (1000 m e 1500 m a Gangneung 2017; sprint a squadre a Inzell 2019; 1500 m a Salt Lake City 2020)
  - 7 argenti (1000 m a Inzell 2011; 1000 m a Heerenveen 2012; 1500 m a Kolomna 2016; 1000 m a Salt Lake City 2020; 1500 m a Heerenveen 2021; 1500 m a Heerenveen 2023; 1500 m a Calgary 2024)
  - 4 bronzi (1000 m a Heerenveen 2015; 1000 m a Kolomna 2016; 1000 m a Inzell 2019; 1000 m a Calgary 2024)

### Mondiali - Sprint
- 4 medaglie:
  - 2 argenti (Seul 2016; Changchun 2018)
  - 2 bronzi (Calgary 2017; Heerenveen 2019)

### Europei sprint
- 1 medaglia:
  - 1 argento (Heerenveen 2017)

### Coppa del Mondo
- Vincitore della Grand World Cup nel 2012, nel 2016 e nel 2017
- Vincitore della Coppa del Mondo 1000 m nel 2013, nel 2016, nel 2017, nel 2018 e nel 2019
- Vincitore della Coppa del Mondo 1500 m nel 2017, nel 2020 e nel 2023

## Riconoscimenti
- Sportivo olandese dell'anno (2018)